# مغنوليا (إلينوي)
مغنوليا (بالإنجليزية: Magnolia, Illinois)‏ هي قرية تقع في الولايات المتحدة في مقاطعة بوتنام، إلينوي. يقدر عدد سكانها بـ 279 نسمة وترتفع عن سطح البحر 201.48 متر.

## الموقع الجغرافي
الموقع الجغرافي للمناطق المحيطة بهذه النقطة هو كالتالي: